# Takahiko Iimura
Takahiko Iimura (飯村隆彦, Iimura Takahiko), né le 20 février 1937 et mort le 31 juillet 2022, est un artiste et réalisateur japonais. 

## Biographie
Après avoir obtenu un diplôme du département de droit de l'université Keiō en 1959, Takahiko Iimura réalise des films expérimentaux. Il est l'un des pionniers du film et de la vidéo expérimentaux japonais, travaillant dans les domaines du film depuis 1960 et de la vidéo depuis 1970. Il est un artiste reconnu internationalement avec de nombreuses expositions notamment en France au centre Pompidou, aux États-Unis au MoMA et au Japon. 
En 1964, il reçoit le prix spécial du Festival expérimental international de Bruxelles, avec l'un de ses premiers films, Onan. Il a utilisé l'informatique pour publier un CD-ROM multimédia de son film, de ses vidéos, de ses représentations graphiques, de ses textes et de ses travaux photographiques.

## Filmographie partielle
- 1962–1970 : Film Poems
- 1962 : Iro
- 1963 : Onan
- 1966 : Taka and Ako
- 1967 : White Calligraphy
- 1970 : Kiri (Brouillard)
- 1970 : Film Strips I
- 1972 : Self Identity
- 1972–1995 : Performance/Myself
- 1973–1987 : Double Portrait
- 1973–1987 : I Love You
- 1979 : Double Identity
- 1981 : I Am A Viewer, You Are A Viewer
- 1982–1995 : This Is A Camera Which Shoots This
- 1984 : Air’s Rock
- 1984 : New York Hotsprings
- 1986 : TV Confrontation
- 1989 : New York Day and Night
- 1990–1995 : As I See You You See Me